# Joseph Gray (Leichtathlet)
Joseph Gray (* 1984 in Lakewood) ist ein US-amerikanischer Langstreckenläufer, Weltmeister im Berglauf (2016) sowie Weltmeister im Schneeschuhlaufen (2017).

## Werdegang
„Joe“ Gray hat bis 2006 an der Oklahoma State University Soziologie studiert
Er wurde 2015 mit dem „USA Mountain Runner of The Year Award“ ausgezeichnet. Er startet seit 2016 für das Merrell Ambassador Team.
Im September 2016 wurde er in Bulgarien Berglauf-Weltmeister – neben der Österreicherin Andrea Mayr.
Im Februar 2017 wurde er Weltmeister im Schneeschuhlaufen.
Er lebt in Colorado Springs.

## Sportliche Erfolge
| Datum/Jahr    | Rang | Wettbewerb                        | Austragungsort | Zeit        | Bemerkung                                                                                         |
| ------------- | ---- | --------------------------------- | -------------- | ----------- | ------------------------------------------------------------------------------------------------- |
| 11. Sep. 2016 | 1    | Berglauf-Weltmeisterschaften 2016 | Saparewa Banja | 01:02:12    | Berglauf-Weltmeister (12,7 km mit 1468 hm)                                                        |
| 4. Sep. 2016  | 1    | Pfänderlauf                       | Bregenz        | 00:20:46,7  | neuer Streckenrekord (3350 m und 605 hm)                                                          |
| 25. Juli 2015 | 3    | US Mountain Running Championships | Bend           | 00:46:51    | Nationale Meisterschaften, hinter Patrick Smyth und Andy Wacker (Frauensiegerin: Morgan Arritola) |
| Sep. 2009     | 1    | Pfänderlauf                       | Bregenz        | 00:20:56,69 |                                                                                                   |

| Datum/Jahr    | Rang | Wettbewerb                   | Austragungsort | Zeit     | Bemerkung                     |
| ------------- | ---- | ---------------------------- | -------------- | -------- | ----------------------------- |
| 25. Feb. 2017 | 1    | World Snowshoe Championships | Saranac Lake   | 28:22.05 | Weltmeister Schneeschuhlaufen |